# Nova Civitas (Nederland)
Nova Civitas is een Nederlandse denktank van conservatieven en liberalen. 

## Geschiedenis
In 1949 werd de organisatie opgericht door Frank Wellaert. 